# Suichang
Suichang léase Suéi-Chang (en chino simplificado, 遂昌县; pinyin, Suíchāng xiàn) es un condado bajo la administración directa de la ciudad-prefectura de Lishui. Se ubica en la provincia de Zhejiang, este de la República Popular China. Su área es de 2539 km² y su población total para 2010 fue cercana a los 200 mil habitantes.

## Historia
Según los registros en el Libro de la dinastía Han posterior, en el año 218, el estado de Wu durante el período de los Tres Reinos estableció el condado Suichang. En el 239, pasó a llamarse Condado Pingchang (平昌县) y en el 280 restauró su nombre.

## Administración
El condado de Suichang se divide en 20 pueblos que se administran en 2 subdistritos, 7 poblados y 11 villas .